# Алфа Ромео 33 страдале
Алфа Ромео 33 страдале је спортски аутомобил са мотором на средини шасије који је производио италијански произвођач аутомобила Алфа Ромео. То је један од првих светских супераутомобила, био је најбржи комерцијално доступан аутомобил када је представљен. Укупно 18 примерака је произведено између 1967. и 1969. године. „Страдале“ (италијански за „пут“) је термин који италијански произвођачи аутомобила често користе за означавање верзије тркачког аутомобила која је легална и за уличну вожњу. Алфа Ромео 33 страдале је заиста произведен на основу тркачког прототипа „типо 33”.
Са двоструким предњим светлима 33 страдале се може видети у италијанском филму Un bellissimo novembre (срп. Једног прекрасног новембра) из 1969. године.

## Историја
33 страдале, први пут произведен 1967. године, заснован је на тркачком аутомобилу Аутоделта тип 33. Аутомобил, који је конструисао Франко Скаљионе, а конструисао Кароцери Мараци, дебитовао је на париском сајму аутомобила 5. октобра 1967. године.
Први прототип (шасија бр. 10533.01) изграђен је у Аутоделтиној радионици у Сетимо Миланезеу, заједно са типо 33 "перископика" тркачким аутомобилом из 1967. године. Каросерију су саградили Франко Скаљионе и његови људи, док је Аутоделта технички конструисала ауто. Још један прототип са каросеријом од магнезијума (шасија бр. 10533.12) (планиран за неке уличне трке) покренуо је Скаљионе. Међутим, Мараци је то завршио тек 1968. године. Два прототипа су једина која имају двоструке фарове. Ово је редизајнирао Скаљионе на будућим аутомобилима због прописа о минималном растојању фарова од земље.
Два прототипа носе оригиналне серијске бројеве пројеката, 105.33.xx. Међутим, тркачки типо 33 добио је 750.33.0xx, а серијски страдале добио је 750.33.1xx бројеве шасија. Мараци тврди да су израдили 18 шасија. 5 од њих су коришћени за 6 концептних аутомобила (једна шасија је коришћена два пута). Осам аутомобила је потврђено са Скаљионеовим прелепим каросеријама. О осталима се не зна ништа. Постоје огромне несугласице у броју израђених 33 страдале и тачан број (наводно 18) стварних шасија страдале (са 10 цм дужим међуосовинским растојањем од тркачких аутомобила) не одговара сасвим броју шасија примерака који су и сада на путу.
Аутомобил је представљен на Салону аутомобила у Монци, Италија, у септембру 1967. године. Само 18 је направљено. Прототип (шасија бр. 10533.01) продат је приватној галерији Абарт у Јапану. Други прототип страдале каросерије са магнезијумом (шасија бр. 10533.12) и пет концептних аутомобила сада су део музеја Алфа Ромео.

## Спецификација

### Каросерија и шасија
33 страдале је прво серијско возило на коме су постављена лептир врата. 33 страдале такође садржи прозоре који се неприметно закривају према „крову“ возила. Аутомобил има алуминијумску каросерију на алуминијумској цевастој шасији. Као резултат ручне израде, сваки модел се разликује од осталих за понеки детаљ. На пример, први модели су имали двострука светла, који су у каснијим замењени фаровима са једном сијалицом. Положај брисача ветробранског стакла, па чак и њихов број, је још једна ствар која разликује сваки пример од осталих. Такође, код каснијих модела су отворени пропусти за вазух и код предњих и код задњих точкова како би се омогућио излаз врућег ваздуха из кочница. Аутомобил поседује Кампањолове 13-инчне фелне од магнезијума, предње точкове широке осам и задње точкове широке девет инча. Користи диск кочнице, а задње су монтиране директно на шасију возила. Систем вешања аутомобила исти је као код тркачких аутомобила шездесетих година 20. века, са горњим и доњим управљачким краковима напред и двоструким краковима назад. Има и заштиту од превртања.
Иако је страдале аутомобил за путеве, он има одређена ограничења због којих свакодневна употреба може бити мало напорна, на пример недостају браве, или пак пренизак је за уличну вожњу.

### Мотор и мењач
Ауто са тркачким мотором није имао никакве везе са масовно произведеним јединицама у Алфиним већим мејнстрим возилима. Мотор је рађен по угледу на V8 уграђиваног у Алфа монтреал. Иако је мање запремине мотор има много више снаге. Оба мотора су потекла из 33 тркача, али разликовали су се у многим детаљима. Оба мотора су имала брегасте осовине покретане ланцем, за разлику од тркачких који су покретали уз помоћ каиша, али страдале је задржао радилицу као код тркачког модела, док је „монтреалов” мотор имао полуге крста. Тркачки инжењер Карло Чити је дизајнирао алуминијски V8 мотор од 1.995 ccm (2.0 Л) који има SPICA систем за убризгавање горива, четири завојнице паљења и две свећице по цилиндру. Мотор је користио четири брегасте осовине да би покретао вентиле и имао обртни лимит од 10.000 о/мин са односом компресије од 10,5:1, стварајући 230 КС (227 КС; 169 kW) на 8.800 о / мин и 206 N⋅m  при 7.000 о / мин обртног момента са верзијом издува за пут и 270 КС у тркачкој верзији издува. Будући да је сваки страдале израђен ручно и јединствени нивои снаге могу варирати од аутомобила до аутомобила. На пример, први произведени страдале (бр. 750.33.101) има фабрички лист са подацима о снази 181 kW (243 КС) при 9.400 о/мин са "уличним" издувом и 189 kW (253 КС) са отвореним издувом.
Као и на тркачком аутомобилу, страдале је имао шестостепени колоти мењач.

### Перформансе
Аутомобилу је потребно мање од шест секунди да од мировања достигне 100 km/h и има максималну брзину од 260 km/h (160 mph). Године 1968. немачки часопис Auto, Motor und Sport измерио је максималну брзину од 252 km/h (157 mph) и 24,0 секунди за први километар, што га је учинило најбржим комерцијално доступним аутомобилом на овој раздаљини. Аутомобили сличних перформанси из тог времена су имали двоструко већу литражу од страдалеа (Ламбурџини миура, Ферари дајтон и Масерати гибли).
| Тип мотора        | 90° V8 DOHC                         |
| Кубикажа          | 1.995 cc (2,0 L)                    |
| Снага             | 230 PS (227 bhp; 169 kW) @ 8800 rpm |
| Обртни моменат    | 206 N⋅m (152 lb⋅ft) @ 7000 rpm      |
| Максимална брзина | 260 km/h                            |
| 0–100 km/h        | мање од 6 секунди                   |

## Цена и вредност
Произведен у покушају Алфе да учини да неке од својих тркачких технологија постану доступне јавности, био је најскупљи аутомобил који се 1968. године продавао јавности по цени од 17.000 америчких долара (када је просечна цена новог аутомобила 1968. године била 2.822 америчких долара). Исте године у Италији је малопродајна цена за 33 страдале износила 9.750.000 лира. За поређење, Ламборгини миура је продаван за 7.700.000 лира, док је просечна зарада радника била око 150.000 лира. Алфа Ромео 33 страдале се готово никада не продаје, стога је њихову вредност веома тешко проценити. На сајму аутомобила у Детроиту 2015. године, док је представљао Алфа Ромео 4Ц спајдер, шеф Алфе за Северну Америку проценио је тренутну тржишну вредност 33 страдале на "доста више од 10 милиона долара".

## Концепт аутомобили
Пет шасија 33 страдалеа су коришћене као основа за концепт аутомобиле.
| Назив аутомобила               | Дизајнер          | Представљен                      | Фотографија     | Димензије                                | Димензије        |
| ------------------------------ | ----------------- | -------------------------------- | --------------- | ---------------------------------------- | ---------------- |
| Alfa Romeo Carabo              | Бертоне           | 1968, париски салон аутомобила   |                 | Међуосовински размак                     | 2.350 mm (93 in) |
| Alfa Romeo Carabo              | Бертоне           | 1968, париски салон аутомобила   | Дужина x ширина | 4.176 mm (164,4 in) x 1.785 mm (70,3 in) |                  |
| Alfa Romeo Carabo              | Бертоне           | 1968, париски салон аутомобила   | Висина          | 990 mm (39 in)                           |                  |
| Alfa Romeo Carabo              | Бертоне           | 1968, париски салон аутомобила   | Тежина          | 1.000 kg (2.200 lb)                      |                  |
| Alfa Romeo P33 Roadster        | Пининфарина       | 1968, Салон аутомобила у Торину  |                 |                                          |                  |
| Alfa Romeo Iguana              | Италдизајн Ђаџаро | 1969, Салон аутомобила у Торину  |                 | Међуосовински размак                     | 2.350 mm (93 in) |
| Alfa Romeo Iguana              | Италдизајн Ђаџаро | 1969, Салон аутомобила у Торину  | Дужина x ширина | 4.050 mm (159 in) x 1,780 mm (0,0701 in) |                  |
| Alfa Romeo Iguana              | Италдизајн Ђаџаро | 1969, Салон аутомобила у Торину  | Висина          | 1.050 mm (41 in)                         |                  |
| Alfa Romeo Iguana              | Италдизајн Ђаџаро | 1969, Салон аутомобила у Торину  | Тежина          | 700 kg (1.500 lb)                        |                  |
| Alfa Romeo 33/2 Coupé Speciale | Пининфарина       | 1969, париски салон аутомобила   |                 | Међуосовински размак                     | 2.350 mm (93 in) |
| Alfa Romeo 33/2 Coupé Speciale | Пининфарина       | 1969, париски салон аутомобила   | Дужина x ширина | 4,000 mm × 1,800 mm (157.5 in × 70.9 in) |                  |
| Alfa Romeo 33/2 Coupé Speciale | Пининфарина       | 1969, париски салон аутомобила   | Тежина          | 720 kg (1.590 lb)                        |                  |
| Alfa Romeo P33 Cuneo           | Пининфарина       | 1971, Салон аутомобила у Бриселу |                 |                                          |                  |
| Alfa Romeo Navajo              | Бертоне           | 1976, Салон аутомобила у Женеви  |                 | Међуосовински размак                     | 2.430 mm (96 in) |
| Alfa Romeo Navajo              | Бертоне           | 1976, Салон аутомобила у Женеви  | Дужина x ширина | 3,800 mm × 1,860 mm (149.6 in × 73.2 in) |                  |
| Alfa Romeo Navajo              | Бертоне           | 1976, Салон аутомобила у Женеви  | Висина          | 1.050 mm (41 in)                         |                  |
| Alfa Romeo Navajo              | Бертоне           | 1976, Салон аутомобила у Женеви  | Тежина          | 870 kg (1.920 lb)                        |                  |